# 江東区エリアワンセグ放送
江東区エリアワンセグ放送は、東京都江東区が地上一般放送事業者として、その一部地域を業務区域として実施していた地上一般放送である。

## 概要
ホワイトスペースを利用するエリア放送である。
市区町村によるワンセグ放送には、従前にも青森県三沢市等があり、災害対策に注力したものが多いが江東区も同様である。
江東区は、災害情報伝達を多様化する実験を実施し、その一環としてエリアワンセグ放送も実施した。
この結果をふまえエリア放送を導入したものである。
平常時は、江東区の情報番組『江東ワイドスクエア』や区政情報や地域情報を放送していた。

## 諸元
区内に地上一般放送局6局が設置されていた。
| 局名                                                     | 呼出符号     | 空中線電力 | ERP   | 業務区域                             |
| -------------------------------------------------------- | ------------ | ---------- | ----- | ------------------------------------ |
| 江東区東陽エリア放送                                     | JOXZ3BA-AREA | 700μW      | 630μW | 江東区役所周辺                       |
| 江東区大島エリア放送                                     | JOXZ3BB-AREA | 700μW      | 630μW | 大島4丁目 区民センター周辺           |
| 江東区亀戸エリア放送                                     | JOXZ3BC-AREA | 700μW      | 630μW | 亀戸2丁目 カメリア周辺               |
| 江東区門仲エリア放送                                     | JOXZ3BD-AREA | 700μW      | 630μW | 門前仲町1丁目 プラザ門前仲町ビル周辺 |
| 江東区豊洲エリア放送                                     | JOXZ3BE-AREA | 700μW      | 630μW | 豊洲3丁目 3丁目公園周辺              |
| 江東区有明エリア放送                                     | JOXZ3BF-AREA | 700μW      | 630μW | 有明3丁目 石と光の広場周辺           |
| 免許人:江東区、物理チャンネル:36ch、周波数:611.142857MHz |              |            |       |                                      |

## 沿革
2013年（平成25年）
- 2月16日 - 24日まで第三回災害時の情報伝達実験を実施、この中でエリアワンセグ放送の実験も実施[4]
- 4月1日 - 地上一般放送局6局の免許を取得、免許の有効期限は「平成30年3月31日」まで[2]

2018年（平成30年）
- 3月31日 - 廃止[5]